# Centropages kroeyeri
Centropages kroeyeri är en kräftdjursart som beskrevs av Giesbrecht 1892. Centropages kroeyeri ingår i släktet Centropages och familjen Centropagidae. Inga underarter finns listade i Catalogue of Life.